# Leichtathletik-Europameisterschaften 2010/Weitsprung der Frauen

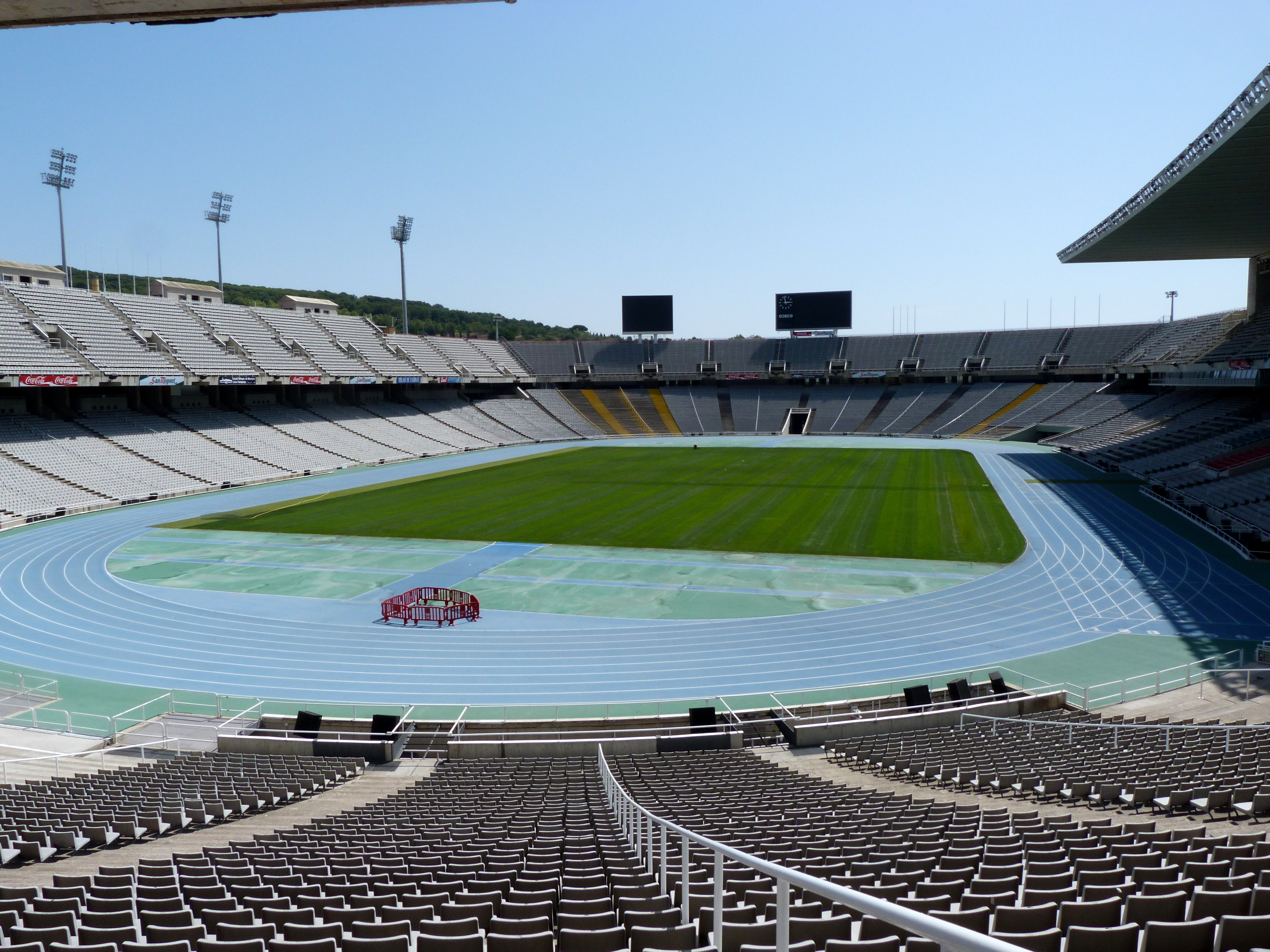
Das Olympiastadion Estadi Olímpic Lluís Companys
Barcelona im Jahr 2012

Der Weitsprung der Frauen bei den Leichtathletik-Europameisterschaften 2010 wurde am 27. und 28. Juli 2010 im Olympiastadion Estadi Olímpic Lluís Companys der spanischen Stadt Barcelona ausgetragen.
Europameisterin wurde die Lettin Ineta Radēviča. Sie gewann vor der Portugiesin Naide Gomes. Bronze ging an die Russin Olga Kutscherenko.

## Rekorde

### Bestehende Rekorde
| Weltrekord           | 7,52 m | Galina Tschistjakowa | Leningrad (heute St. Petersburg), Sowjetunion (heute Russland) | 11. Juni 1988   |
| Europarekord         | 7,52 m | Galina Tschistjakowa | Leningrad (heute St. Petersburg), Sowjetunion (heute Russland) | 11. Juni 1988   |
| Meisterschaftsrekord | 7,27 m | Heike Drechsler      | EM Stuttgart, BR Deutschland                                   | 27. August 1986 |

Der bereits seit 1986 bestehende EM-Rekord wurde auch bei diesen Europameisterschaften nicht erreicht. Die größte Weite erzielten die lettische Europameisterin Ineta Radēviča und die portugiesische Vizeeuropameisterin Naide Gomes im Finale mit jeweils 6,92 m. Ineta Radēvičas Sprung wurde von einem Rückenwind von 0,7 m/s unterstützt, Naide Gomes hatte eine Rückenwindunterstützung von 0,1 m/s. Damit blieben die beiden Weitspringerinnen 35 Zentimeter unter dem Rekord. Zum Welt- und Europarekord fehlten ihnen sechzig Zentimeter.

### Rekordverbesserungen
Es wurden zwei neue Landesrekorde aufgestellt:
- 6,68 m – Margrethe Renstrøm (Norwegen), Qualifikation (Gruppe B) am 27. Juli bei einem Rückenwind von 1,3 m/s
- 6,92 m – Ineta Radēviča (Lettland), Finale am 28. Juli bei einem Rückenwind von 0,7 m/s

## Windbedingungen
In den folgenden Ergebnisübersichten sind die Windbedingungen zu den jeweiligen Sprüngen mitbenannt. Der erlaubte Grenzwert liegt bei zwei Metern pro Sekunde. Bei stärkerer Windunterstützung wird die Weite für den Wettkampf gewertet, findet jedoch keinen Eingang in Rekord- und Bestenlisten.

## Legende
Kurze Übersicht zur Bedeutung der Symbolik – so üblicherweise auch in sonstigen Veröffentlichungen verwendet:
| NR  | Nationaler Rekord                                      |
| NM  | keine Weite (no mark)                                  |
| ogV | ohne gültigen Versuch                                  |
| w   | Windunterstützung über dem zulässigen Wert von 2,0 m/s |
| –   | verzichtet                                             |
| o   | übersprungen                                           |
| x   | ungültig                                               |

## Qualifikation
27. Juli 2010, 12:30 Uhr
25 Wettbewerberinnen traten in zwei Gruppen zur Qualifikationsrunde an. Zehn von ihnen (hellblau unterlegt) übertrafen die Qualifikationsweite für den direkten Finaleinzug von 6,65 m. Damit war die Mindestzahl von zwölf Finalteilnehmerinnen nicht erreicht. Das Finalfeld wurde mit den sechs nächstplatzierten Sportlerinnen (hellgrün unterlegt) auf zwölf Springerinnen aufgefüllt. So mussten schließlich 6,62 m bei einem zweitbesten Sprung von 6,51 m für die Finalteilnahme erbracht werden.

### Gruppe A
| Platz | Name                  | Nation      | Resultat (m) | 1. Versuch (m) Wind (m/s) | 2. Versuch (m) Wind (m/s) | 3. Versuch (m) Wind (m/s) |
| 1     | Ljudmila Koltschanowa | Russland    | 6,87 w       | x                         | 6,87 / +2,6               | –                         |
| 2     | Naide Gomes           | Portugal    | 6,8100       | 6,81 / +1,4               | –                         | –                         |
| 3     | Anna Jagaciak         | Polen       | 6,7400       | 6,42 / +1,2               | 6,74 / +1,5               | –                         |
| 4     | Wiktorija Rybalko     | Ukraine     | 6,72 w       | 6,72 / +2,1               | –                         | –                         |
| 5     | Renáta Medgyesová     | Slowakei    | 6,6600       | 6,53 / +0,4               | 6,66 / +1,0               | –                         |
| 6     | Ivana Španović        | Serbien     | 6,63 w       | 6,61 / +2,9               | 6,63 / +3,0               | 6,49 / +0,0               |
| 7     | Carolina Klüft        | Schweden    | 6,6200       | 6,62 / +1,3               | x                         | 6,51 / +0,4               |
| 8     | Lauma Grīva           | Lettland    | 6,6000       | 6,23 / −0,2               | 6,41 / +0,9               | 6,60 / +1,4               |
| 9     | Bianca Kappler        | Deutschland | 6,5000       | 6,46 / +2,5               | 6,29 / +0,1               | 6,50 / +2,0               |
| 10    | Tatjana Kotowa        | Russland    | 6,4800       | 6,48 / +0,9               | 6,48 / +1,3               | 6,47 / +0,9               |
| 11    | Concepción Montaner   | Spanien     | 6,3400       | 6,34 / +1,0               | x                         | –                         |
| NM    | Kelly Proper          | Irland      | ogV00        | x                         | x                         | x                         |

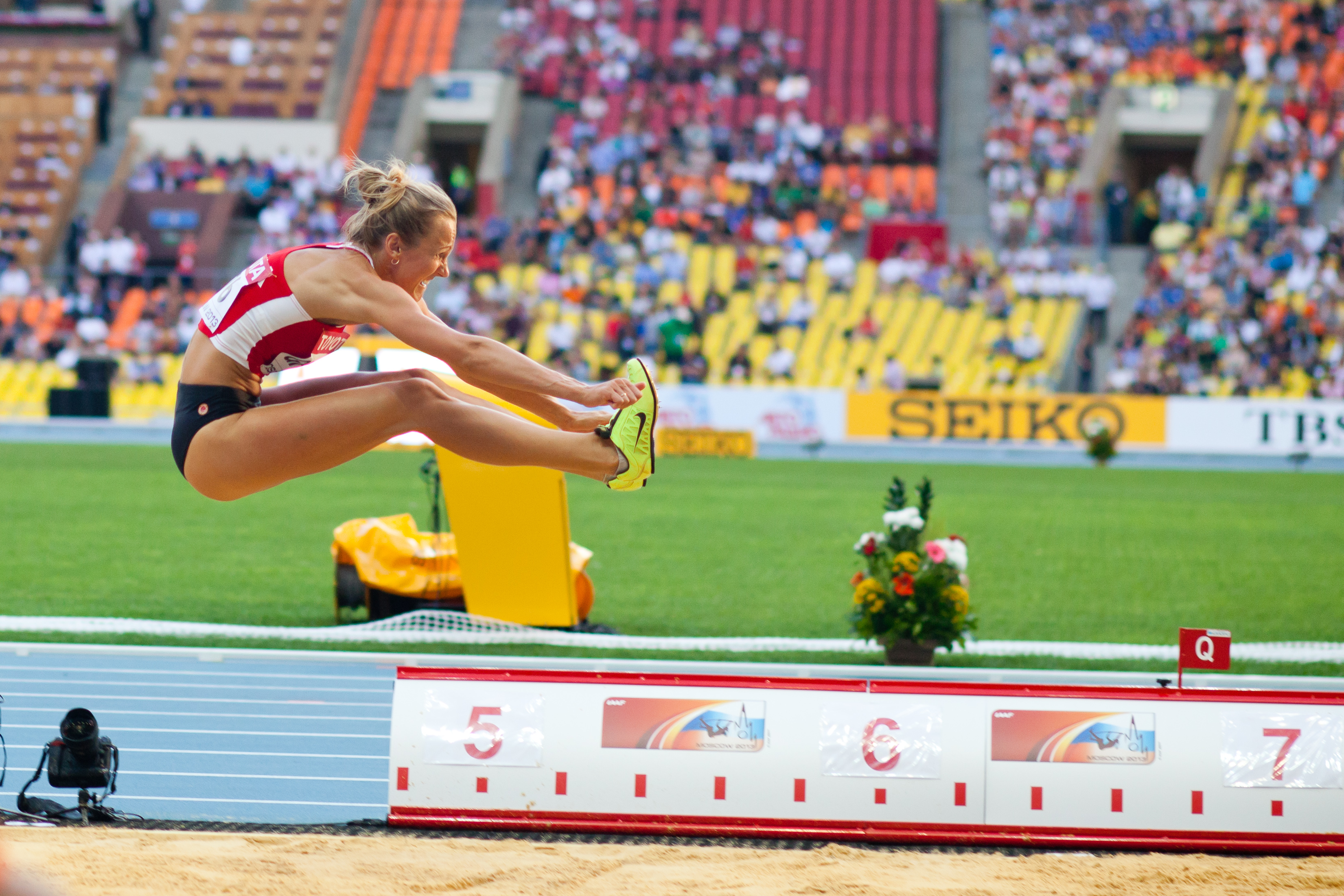
Lauma Grīva fehlten nur zwei Zentimeter für die Finalqualifikation

Weitere in Qualifikationsgruppe A ausgeschiedene Weitspringerinnen:

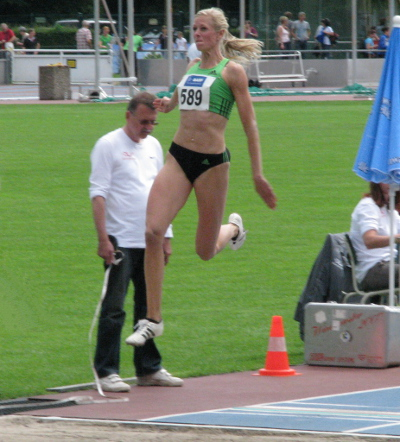
Bianca Kappler – 6,50 m
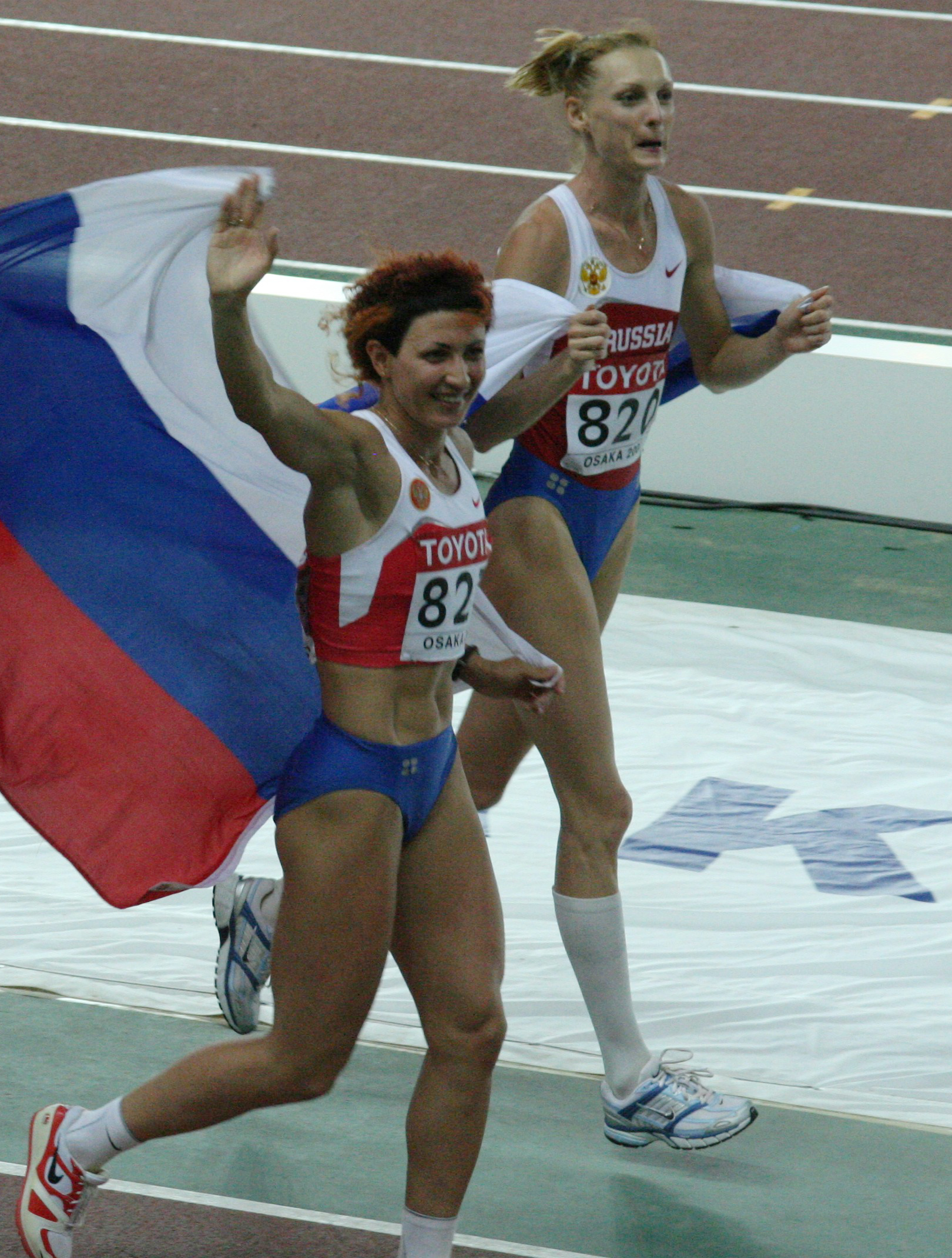
Tatjana Kotowa (rechts) – 6,48 m
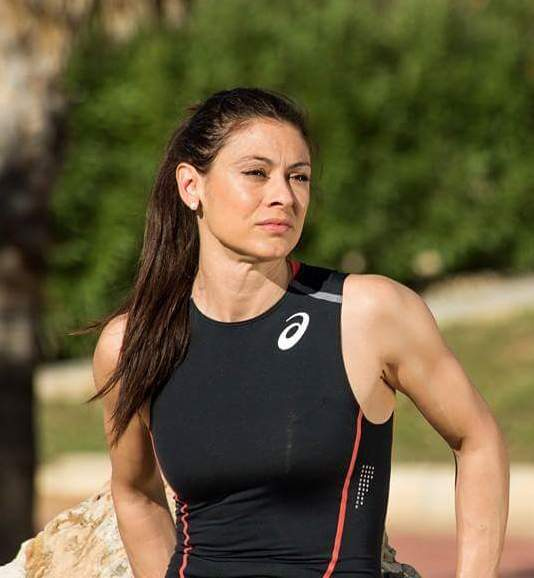
Concepción Montaner – 6,34 m

### Gruppe B

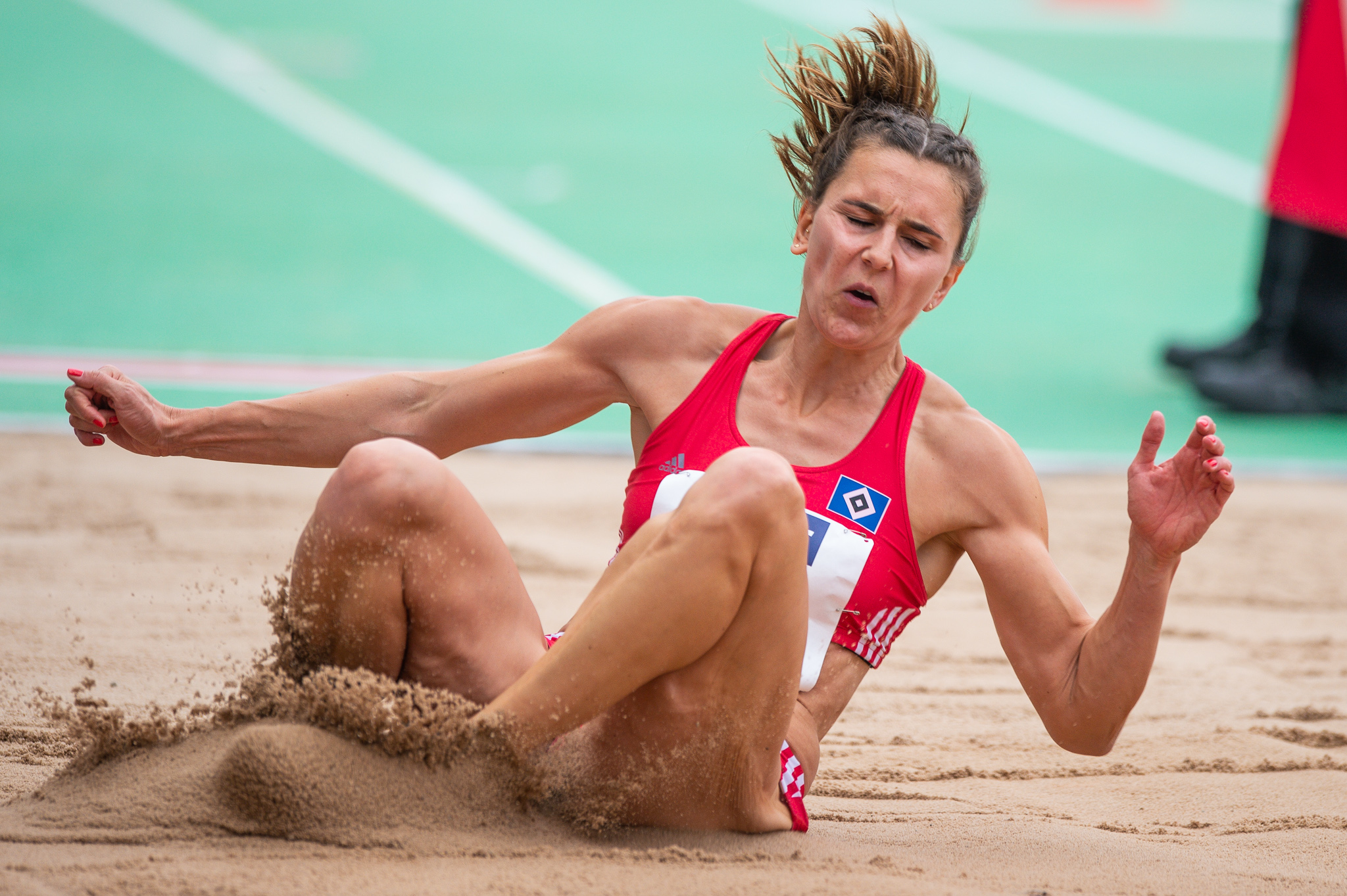
Nadja Käther verpasste das Finale mit ihren 6,61 um einen Zentimeter
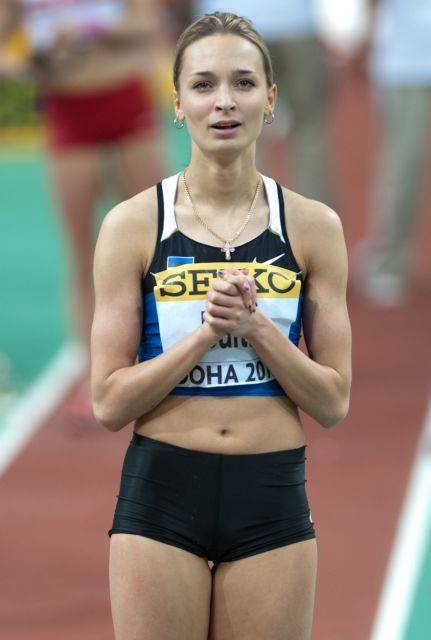
Ksenija Balta kam auf 6,52 m und schied damit aus
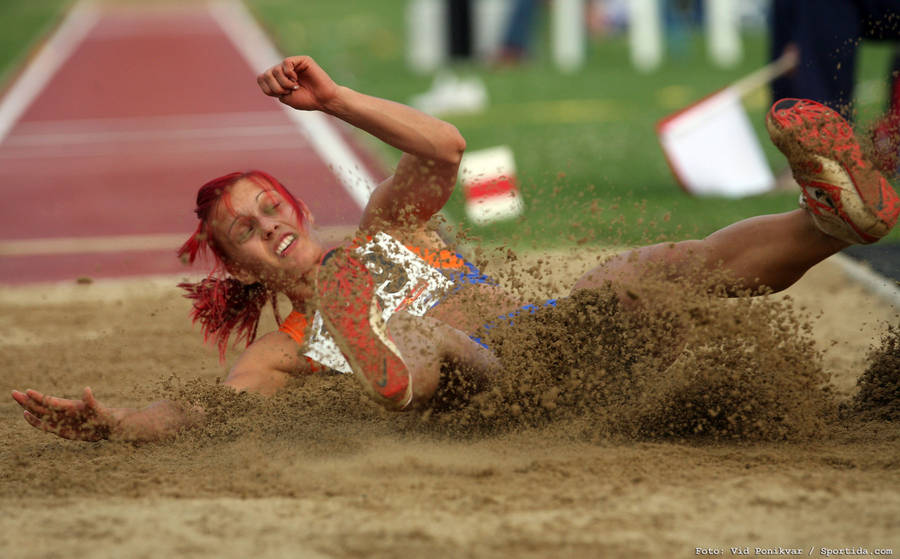
6,43 m waren für Nina Kolarič zu wenig, um im Finale dabei zu sein

| Platz | Name                  | Nation      | Resultat (m) | 1. Versuch (m) Wind (m/s) | 2. Versuch (m) Wind (m/s) | 3. Versuch (m) Wind (m/s) |
| 1     | Ineta Radēviča        | Lettland    | 6,72000      | 6,72 / +1,9               | –                         | –                         |
| 2     | Jana Velďáková        | Slowakei    | 6,69 w0      | x                         | 6,69 / +2,1               | –                         |
| 3     | Margrethe Renstrøm    | Norwegen    | 6,68 NR      | x                         | 6,68 / +1,3               | –                         |
| 4     | Nastassja Mirontschyk | Ukraine     | 6,66000      | 6,66 / +1,0               | –                         | –                         |
| 5     | Olga Kutscherenko     | Russland    | 6,65 w0      | 6,65 / +3,0               | –                         | –                         |
| 6     | Irène Pusterla        | Schweiz     | 6,62000      | 6,37 / −1,1               | 6,62 / +0,1               | 6,47 / +0,4               |
| 7     | Nadja Käther          | Deutschland | 6,61 w0      | x                         | 6,31 / +3,1               | 6,61 / +2,1               |
| 8     | Ksenija Balta         | Estland     | 6,53 w0      | 6,34 / −0,6               | 6,53 / +2,4               | x                         |
| 9     | Cornelia Deiac        | Rumänien    | 6,46 w0      | 6,46 / +2,2               | 6,46 / +1,5               | 6,45 / −0,1               |
| 10    | Nina Kolarič          | Slowenien   | 6,43 w0      | x                         | 6,43 / +2,7               | 6,39 / +1,5               |
| 11    | Lina Andrijauskaitė   | Litauen     | 6,35000      | 5,51 / +0,4               | 6,31 / +2,1               | 6,35 / +2,0               |
| 12    | Viorica Țigău         | Rumänien    | 6,21 w0      | 6,21 / +2,1               | x                         | x                         |
| 13    | Rebecca Camilleri     | Malta       | 5,93000      | 5,82 / +0,5               | 5,93 / ±0,0               | 5,81 / +2,5               |

## Finale
28. Juli 2010, 20:00 Uhr
| Platz000 | Name000               | Nation000 | Resultat (m) | 1. Versuch (m) Wind (m/s) | 2. Versuch (m) Wind (m/s) | 3. Versuch (m) Wind (m/s) | 4. Versuch (m) Wind (m/s)                     | 5. Versuch (m) Wind (m/s)                     | 6. Versuch (m) Wind (m/s)                     |
| 1        | Ineta Radēviča        | Lettland  | 6,92 NR      | 6,73 / +3,4               | 6,87 / +2,1               | 6,79 / +0,9               | 6,92 / +0,7                                   | x                                             | x                                             |
| 2        | Naide Gomes           | Portugal  | 6,92000      | 6,64 / +1,4               | 6,68 / +1,6               | x                         | 6,92 / +0,1                                   | x                                             | 5,00 / +0,8                                   |
| 3        | Olga Kutscherenko     | Russland  | 6,84 w0      | 6,55 / +2,0               | 6,77 / +1,7               | x                         | 6,84 / +2,2                                   | x                                             | 6,34 / +1,4                                   |
| 4        | Wiktorija Rybalko     | Ukraine   | 6,78000      | x                         | 6,78 / +0,5               | x                         | x                                             | 6,74 / +1,3                                   | 6,65 / +1,7                                   |
| 5        | Ljudmila Koltschanowa | Russland  | 6,75000      | 6,00 / +0,5               | 6,67 / +1,1               | 6,57 / +0,6               | 6,71 / +1,3                                   | x                                             | 6,75 / +1,0                                   |
| 6        | Nastassja Mirontschyk | Ukraine   | 6,75000      | 6,48 / +0,7               | x                         | 7,56 / −0,5               | x                                             | x                                             | 6,75 / +1,1                                   |
| 7        | Renáta Medgyesová     | Slowakei  | 6,71000      | 6,55 / +1.6               | 6,00 / +0,3               | 6,58 / +1,1               | 6,65 / +1,1                                   | 6,71 / +0,5                                   | 6,03 / +0,2                                   |
| 8        | Ivana Španović        | Serbien   | 6,60000      | x                         | 6,60 / −0,3               | 6,37 / +1,5               | 6,36 / −0,7                                   | 6,52 / −0,7                                   | x                                             |
| 9        | Jana Velďáková        | Slowakei  | 6,54000      | 6,54 / +1,4               | 4,80 / +1,2               | 6,30 / +0,4               | nicht im Finale der besten acht Springerinnen | nicht im Finale der besten acht Springerinnen | nicht im Finale der besten acht Springerinnen |
| 10       | Anna Jagaciak         | Polen     | 6,36000      | 4,52 / +0,3               | x                         | 6,36 / +1,4               | nicht im Finale der besten acht Springerinnen | nicht im Finale der besten acht Springerinnen | nicht im Finale der besten acht Springerinnen |
| 11       | Carolina Klüft        | Schweden  | 6,33 w0      | 6,28 / +2,3               | 6,33 / +3,1               | x                         | nicht im Finale der besten acht Springerinnen | nicht im Finale der besten acht Springerinnen | nicht im Finale der besten acht Springerinnen |
| 12       | Margrethe Renstrøm    | Norwegen  | 6,18000      | x                         | x                         | 6,18 / +0,2               | nicht im Finale der besten acht Springerinnen | nicht im Finale der besten acht Springerinnen | nicht im Finale der besten acht Springerinnen |

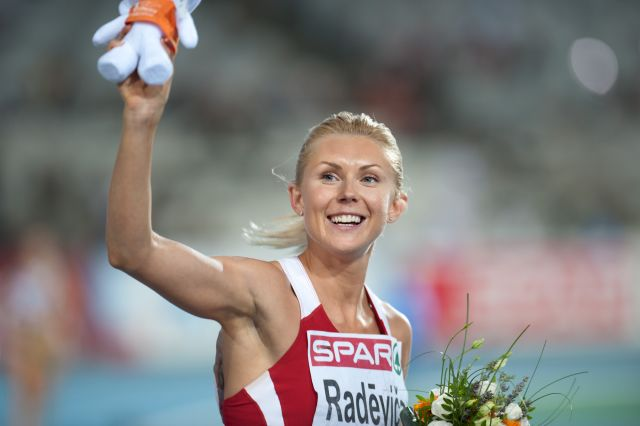
Europameisterin Ineta Radēviča

Ineta Radēviča gewann überraschend den Europameisterschaftstitel. Da Naide Gomes mit 6,92 m die gleiche Weite wie Radēviča erzielte, entschied die zweitbeste Weite des Wettkampfs, welche mit 6,87 m die Lettin aufwies.

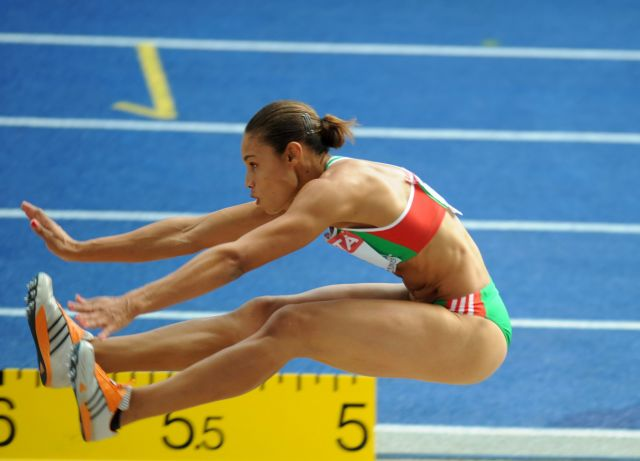
Vizeeuropameisterin Naide Gomes
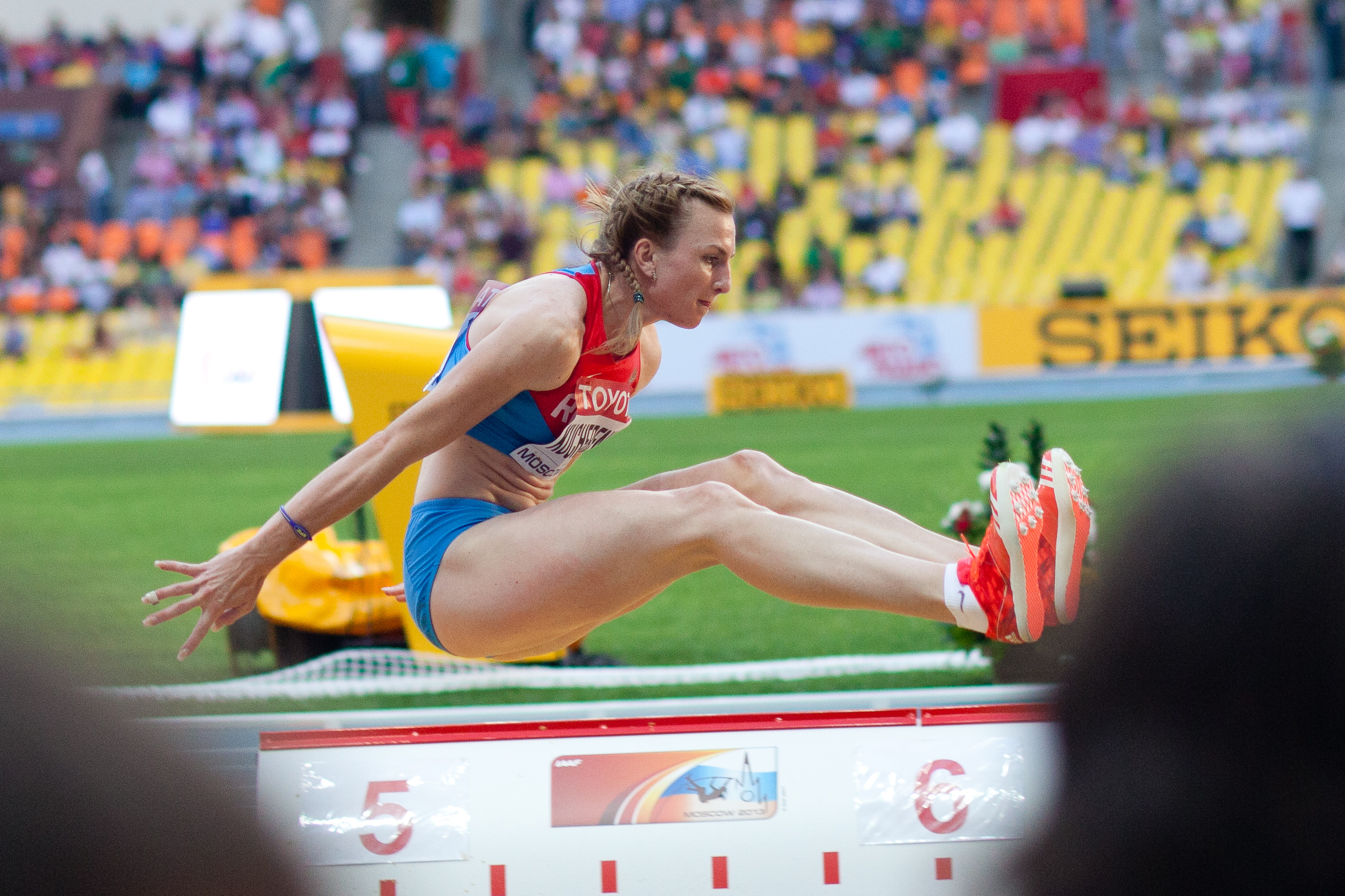
Bronzemedaillengewinnerin Olga Kutscherenko
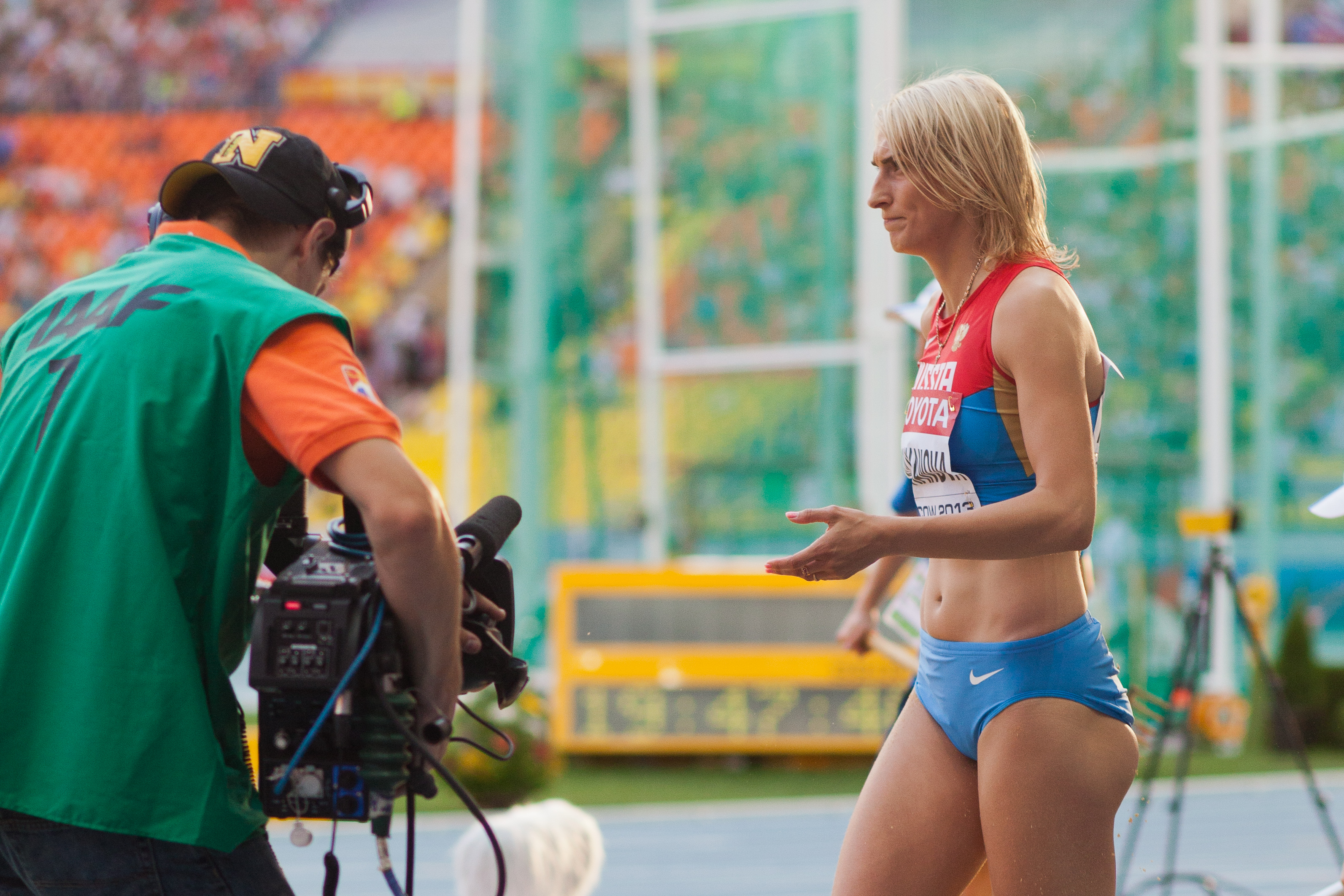
Ljudmila Koltschanowa wurde Fünfte

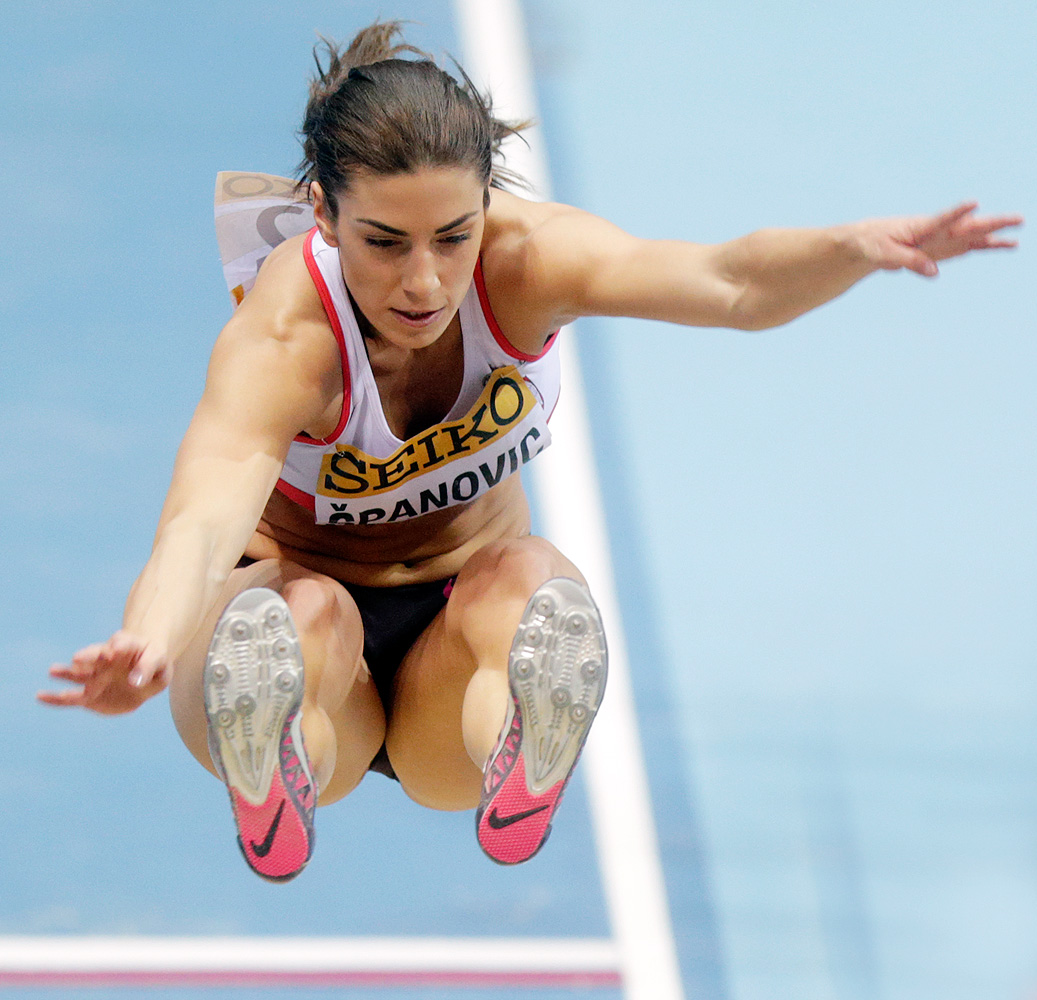
Ivana Španović erreichte Platz acht
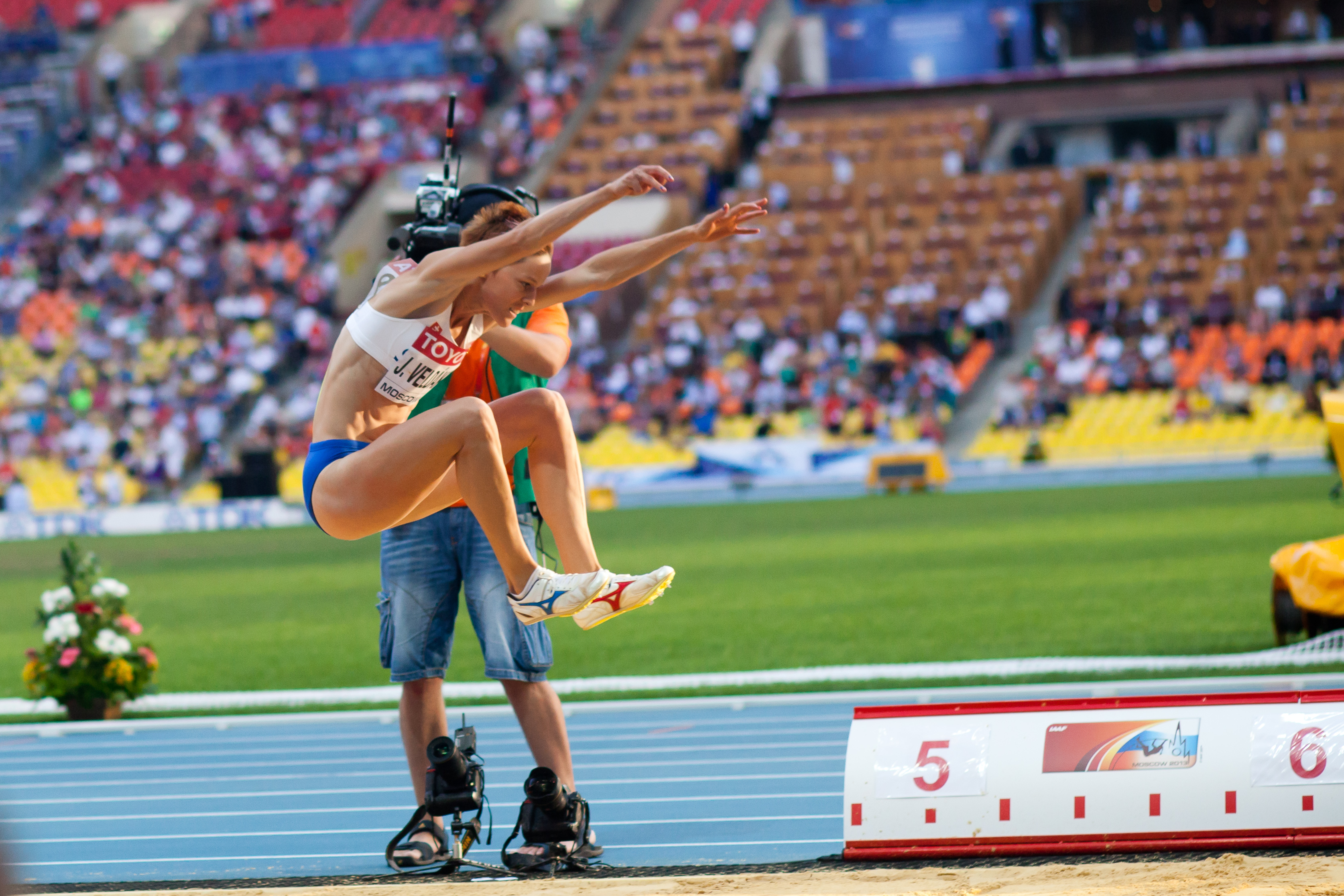
Jana Velďáková kam auf den neunten Platz
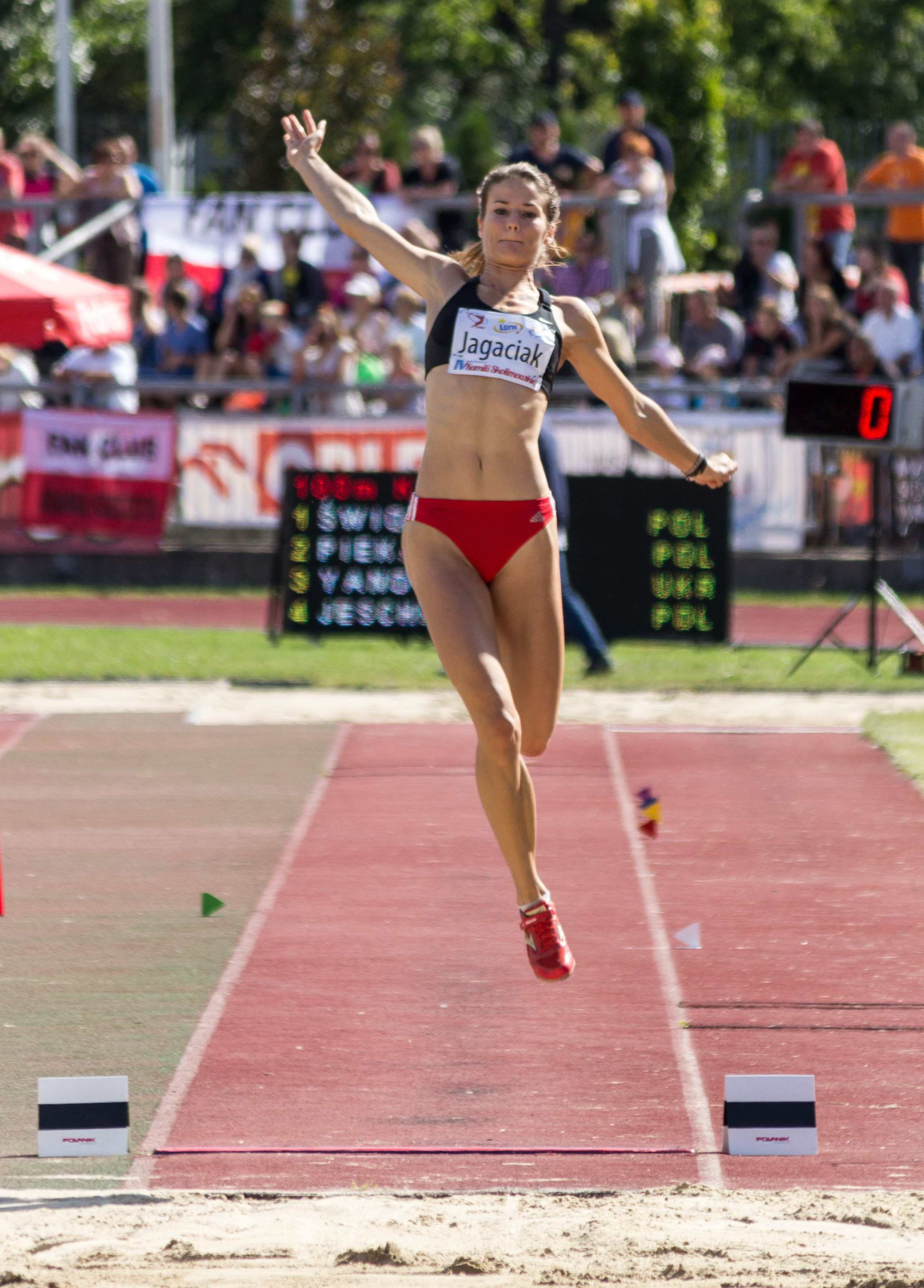
Anna Jagaciak belegte Rang zehn
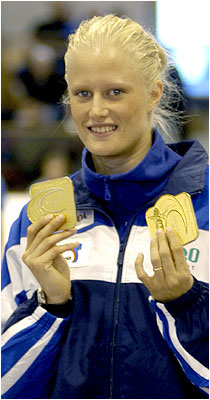
Carolina Klüft, dekoriert mit vielen Medaillen vor allem aus dem Siebenkampf, hatte nicht mehr die Form früherer Jahre und wurde Elfte

## Videolinks
- 2010 European Athletics Championships Barcelona Women's jumps final part 1, youtube.com, abgerufen am 21. Februar 2023
- 2010 European Athletics Championships Barcelona Women's jumps final part 2, youtube.com, abgerufen am 21. Februar 2023